# Gator och torg på Norrmalm

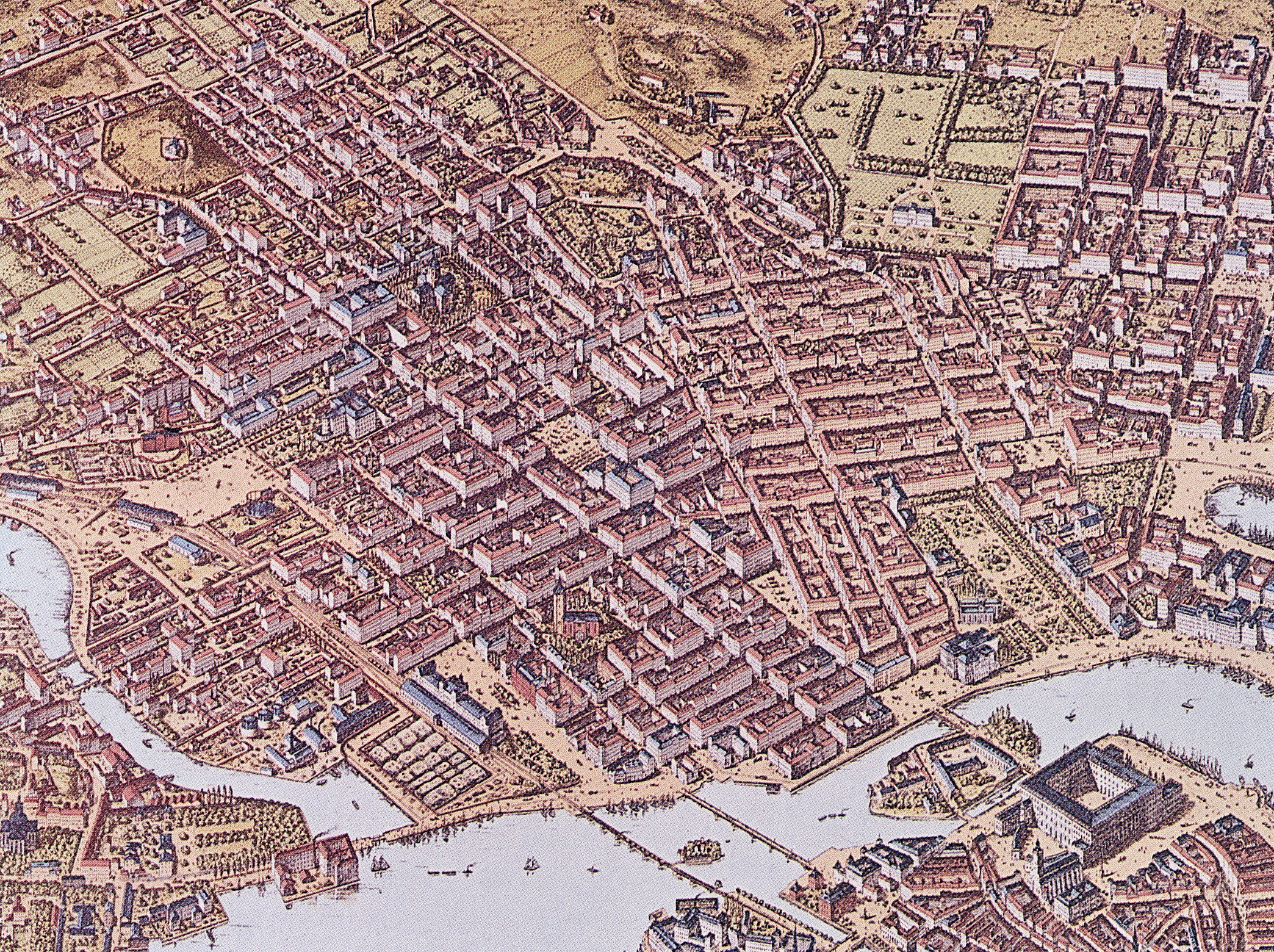
Del av ett större panoramaperspektiv som visar Norrmalm från 1870, Stockholms slott syns längst ner till höger. Litografi av Heinrich Neuhaus.

Stadsdelen Norrmalm i centrala Stockholm sträcker sig från Strömmen i söder till Tegnérgatan i norr och från Klara sjö/Barnhusviken i väst till Birger Jarlsgatan i öst.
På 1630- till 1640-talen utvecklades under amiralen och överståthållaren Clas Larsson Fleming de första regleringarna på Norr- och Södermalm, allt under överinseende av hans chef Axel Oxenstierna. Idéerna kom från renässansen, det skulle vara regelbundna och rätvinkliga rutnät av gator och kvarter.
Regleringsplanen för Norrmalm hör till de äldsta i Stockholm och påbörjades 1637 nedanför Hötorget.  Året innan hade generalkvartermästaren Olof Hansson Örnehufvud, som var Flemings närmaste man, fått regeringens uppdrag att göra "en dessein på gatorna så på malmarna som här i staden, tagandes dem så breda som han någonsin kan".  Drottninggatan blev huvudgatan mot norr och Drottninggatan har fortfarande idag samma riktning och bredd som när den anlades på 1600-talets mitt. Regleringen blev omfattande och förvandlade Stockholm från småstad till en representativ storstad.
Albert Lindhagens gaturegleringar och stadsplaner från 1800-talets senare hälft berörde inte Norrmalm nämnvärt, bortsett från Sveavägen som skulle föras ända ned till Gustaf Adolfs torg. Sveavägen stannade dock i höjd med Konserthuset och Kungsgatan. Sveavägens förlängning söderut skulle prägla diskussionen i samband med nästa stora stadsplaneändring på 1900-talets mitt, Norrmalmsregleringen. I 1946 års cityplan fastställdes den stora ombyggnaden. Med City 67 utvidgades området till att omfatta även kvarteren kring Tunnelgatan och på Blasieholmen. I och med cityplan 1977 avslutades saneringen av Stockholms innerstad i förtid. Tunnelgatan och Blasieholmen förblev orörda.

## Gator

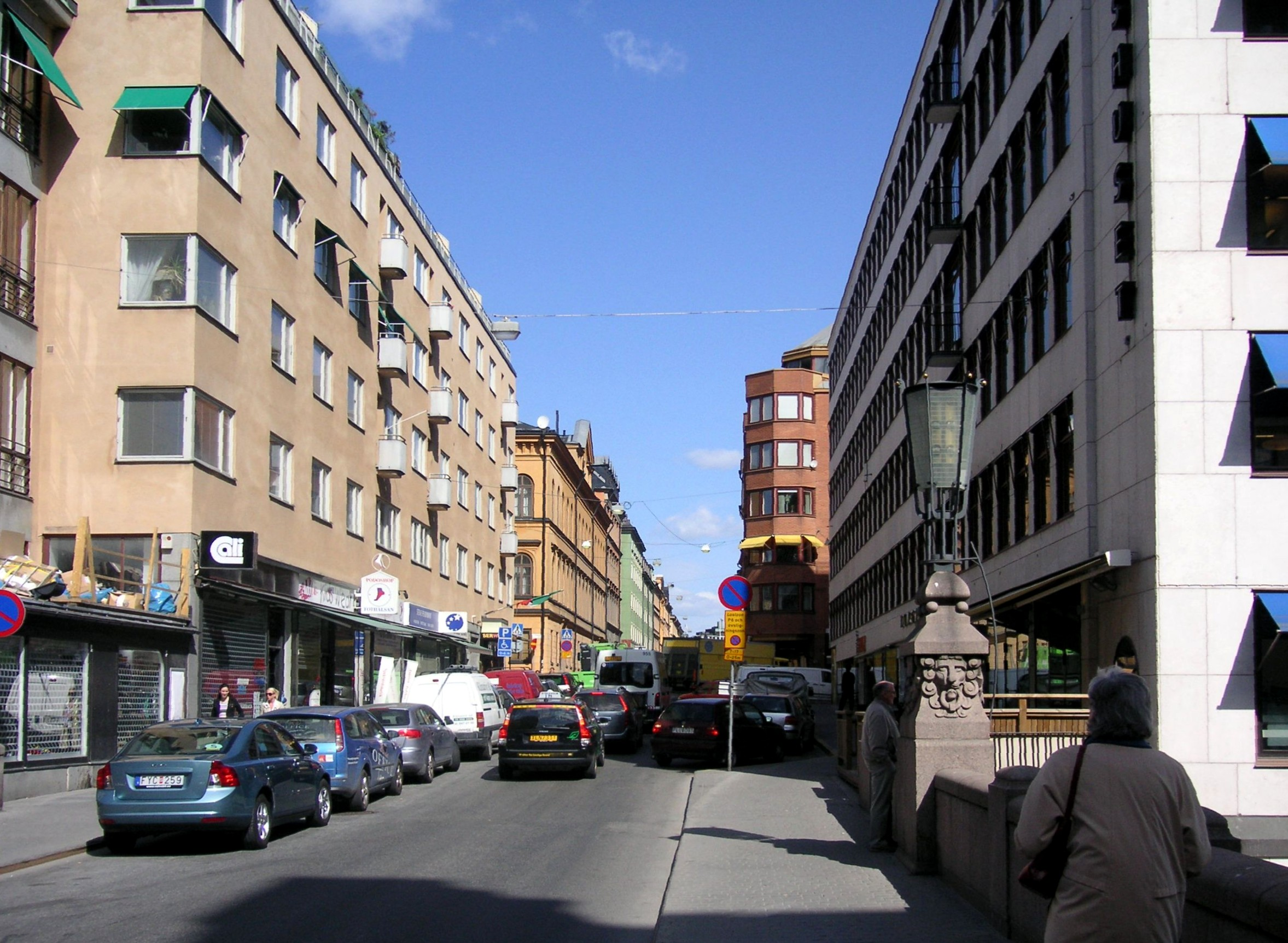
Regeringsgatan mot norr

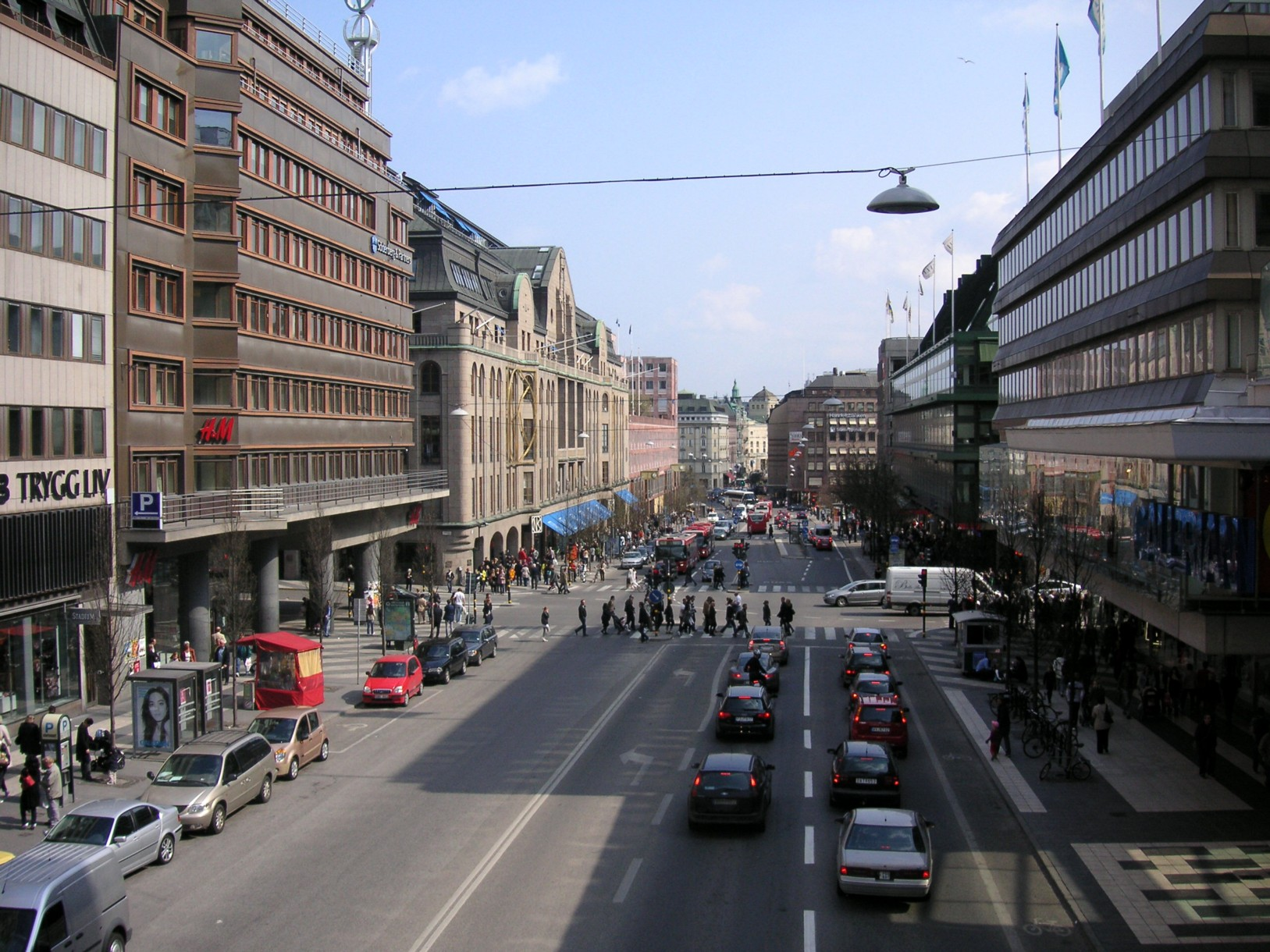
Hamngatan mot öst

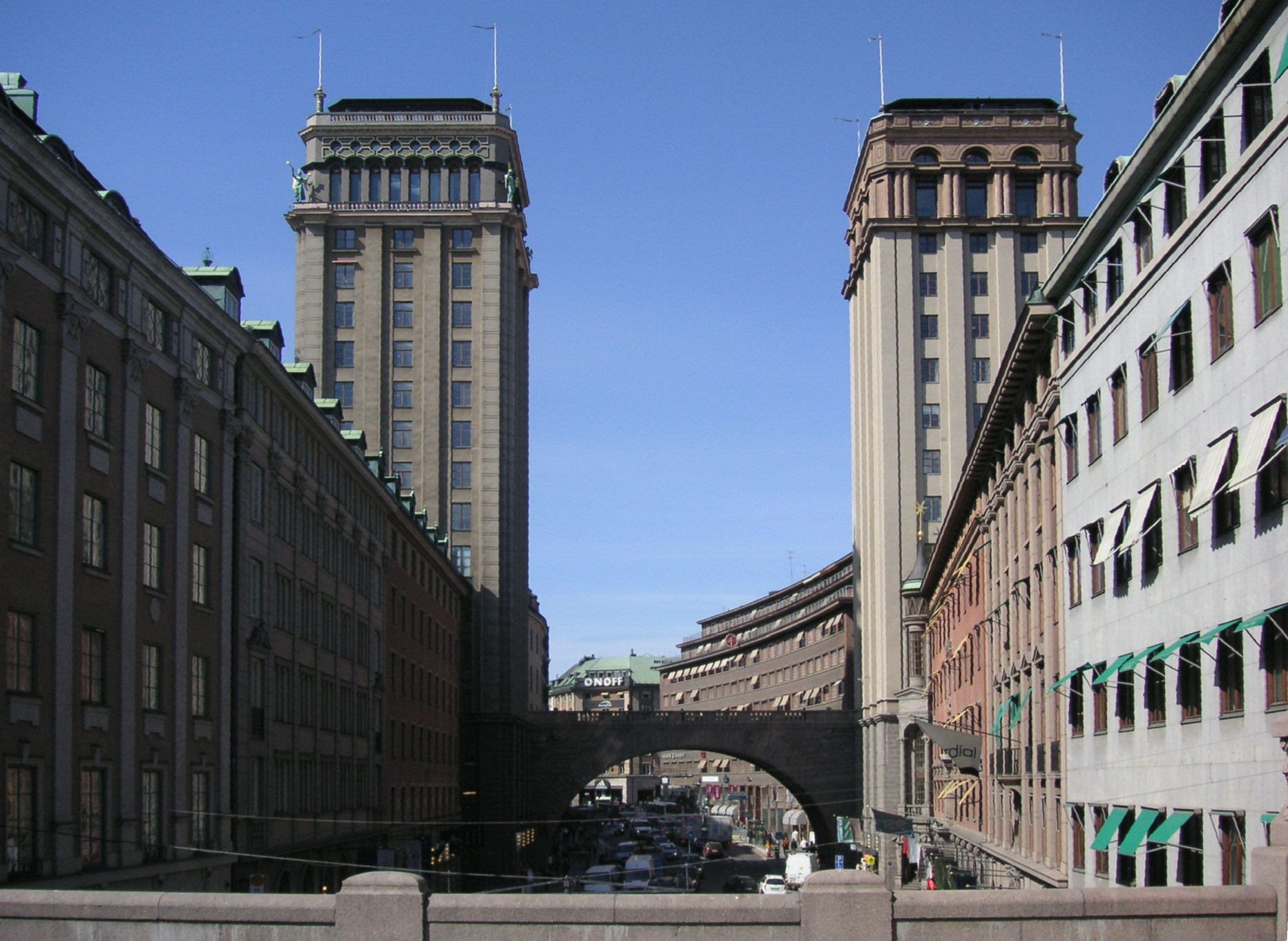
Kungsgatan mot väst

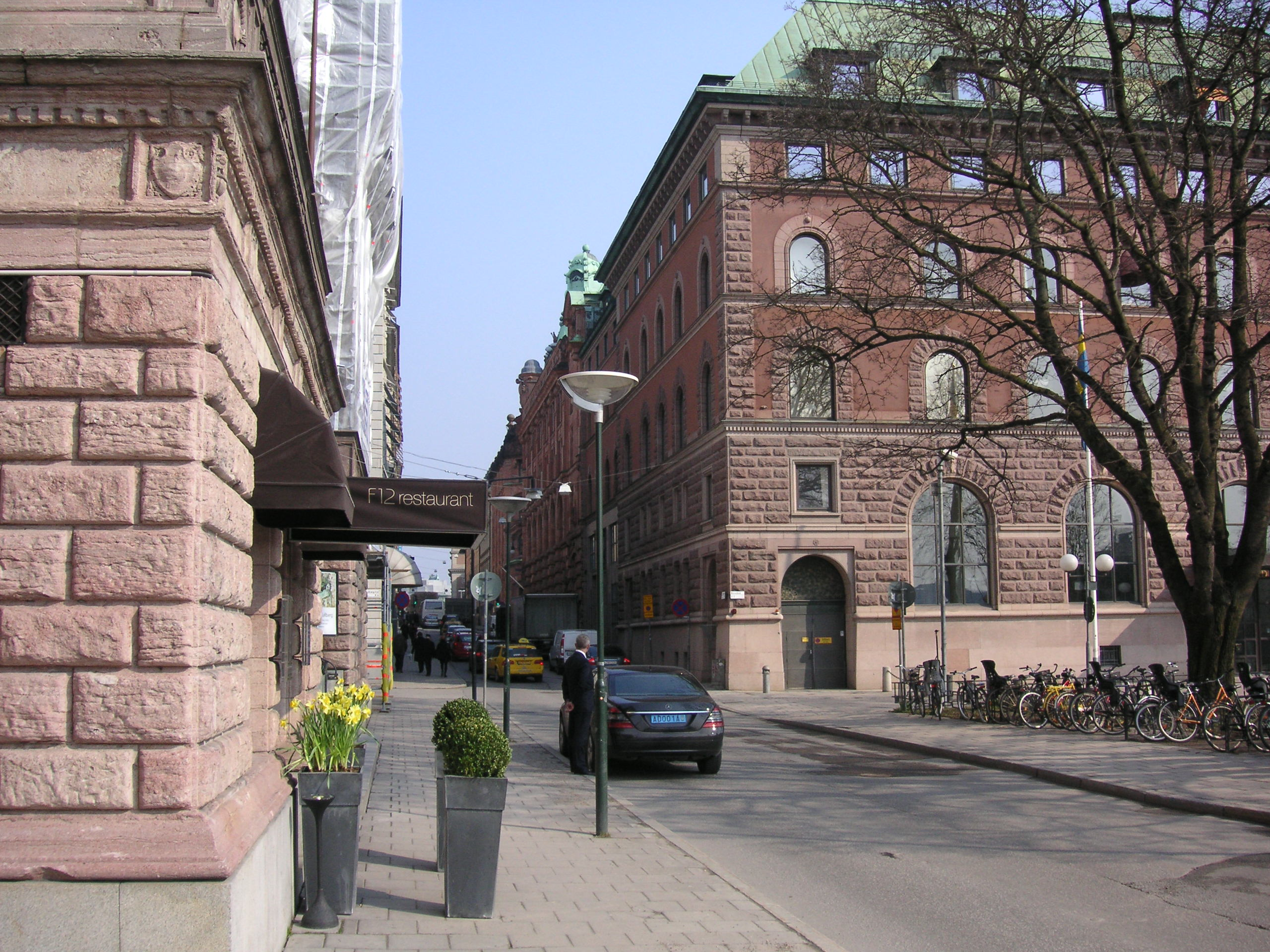
Fredsgatan mot öst

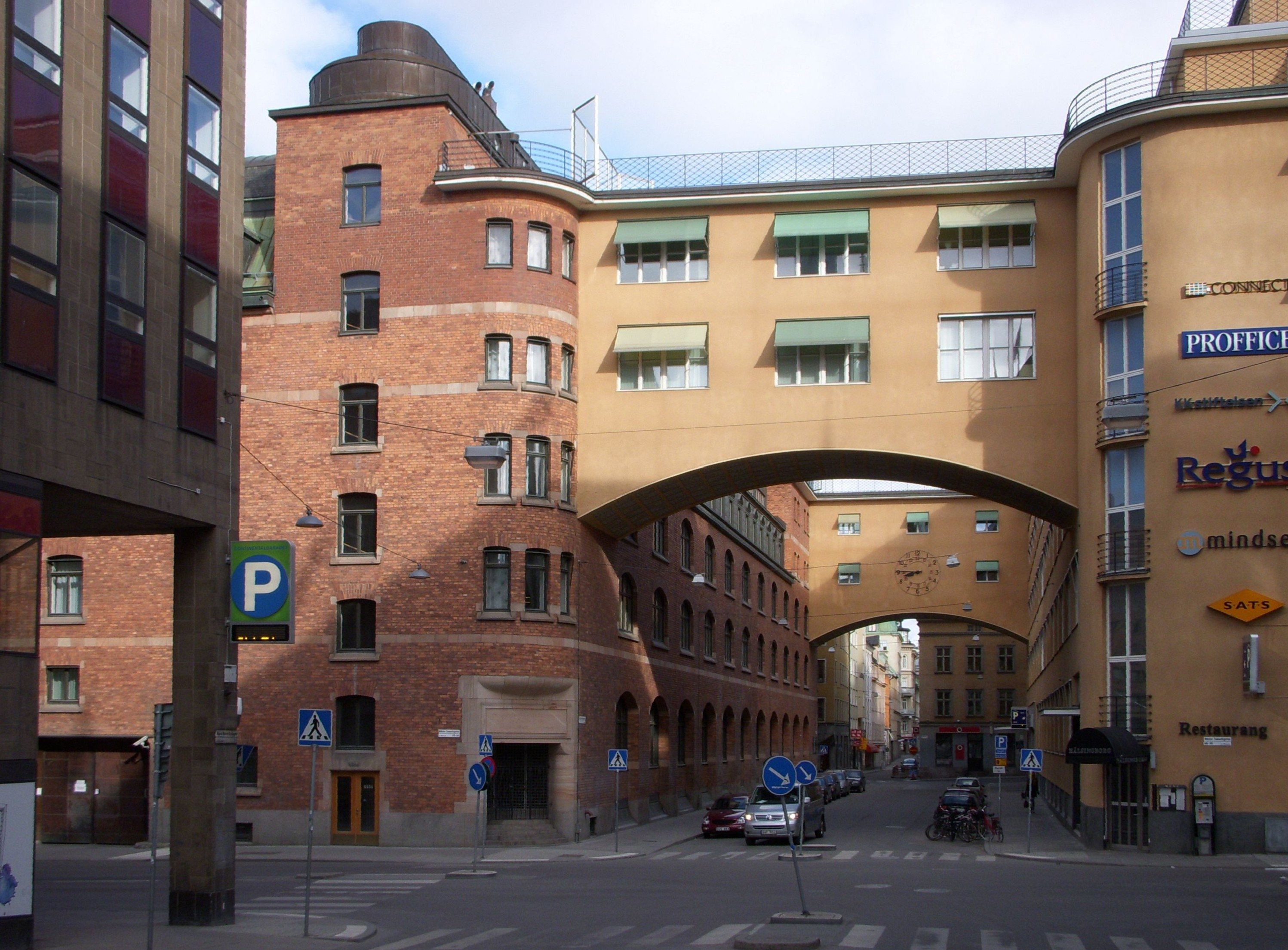
Klara norra kyrkogata mot norr

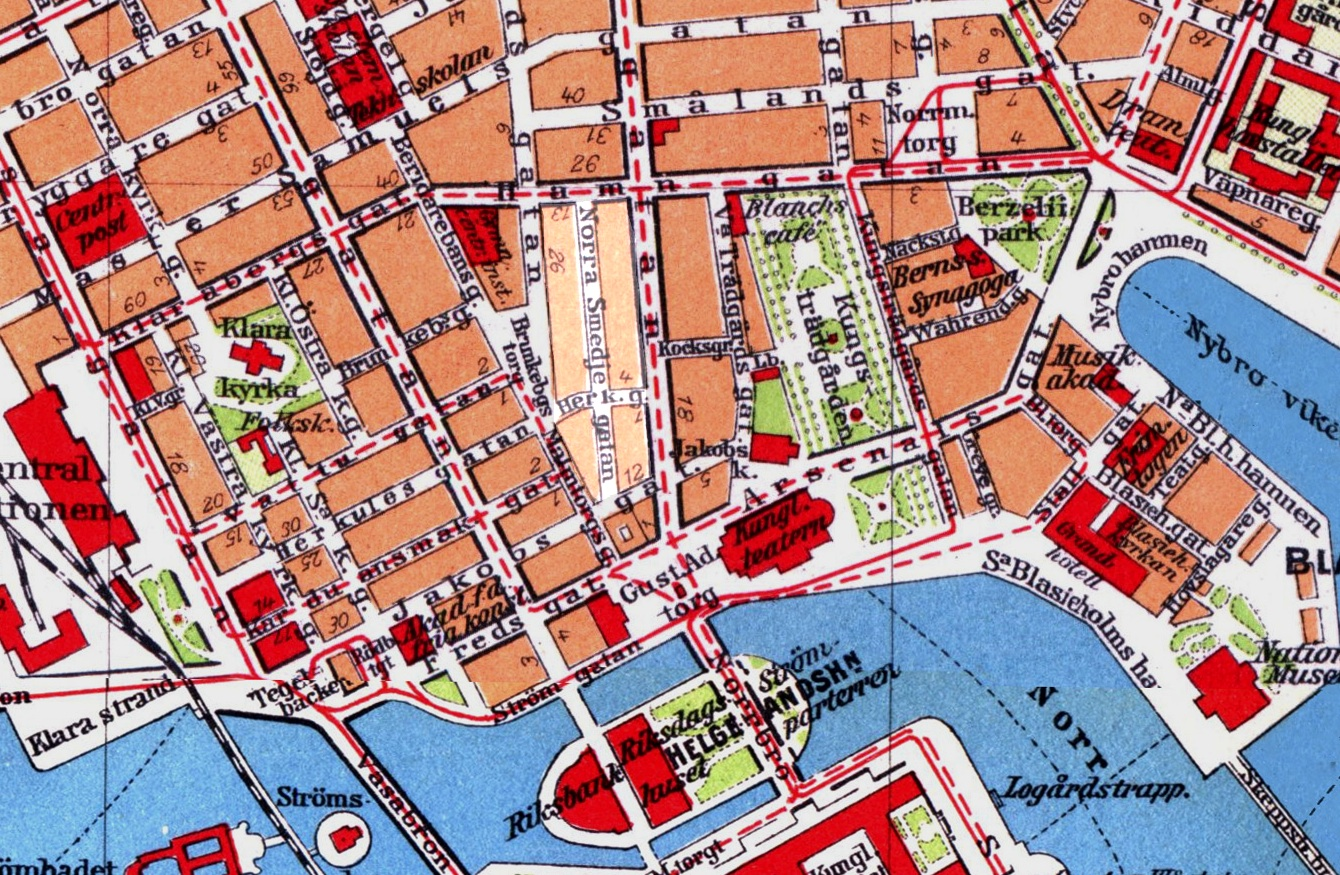
Centrala Norrmalm 1928. Kvarteren där Norra Smedjegatan låg och där "Gallerian" i dag ligger är markerad i ljusare ton.

Årtal i parentes anger när gatan fick sitt nuvarande namn. Sträckning "från-till" går från lägsta till högsta husnummer.

### Huvudgator i nord-sydriktning
- Birger Jarlsgatan (1885). Går från Nybroplan till Roslagstull vid Ingemarsgatan.
- Drottninggatan (1639 Drotningegathon). Går från Strömgatan till Observatoriekullen.
- Klarastrandsleden (1966). Går längs Barnhusviken och Karlbergssjön.
- Klaratunneln (1966). Går mellan Tegelbacken och Sveavägen, respektive mellan Tegelbacken och Mäster Samuelsgatan.
- Regeringsgatan (1640 Regerings gathon). Går från Gustaf Adolfs torg till Tegnérgatan.
- Sveavägen (1885). Går från  Sergels torg via Sveaplan till Norrtull.
- Vasagatan (1885). Går från Tegelbacken till Norra Bantorget.

### Huvudgator i öst-västriktning
- Hamngatan (1857). Går från Sergels torg till Nybroplan.
- Klarabergsgatan (1857) och Klarabergsviadukten (1942). Går från Sergels torg till Bolinders plan på Kungsholmen.
- Kungsgatan (1881). Går från Stureplan till Kungsholmsgatan (på Kungsholmen).

### Övriga gator
I alfabetisk ordning. Årtalet i parentes anger när gatan fick sitt nuvarande namn.
- Adolf Fredriks kyrkogata. Går från Drottninggatan via Sveavägen till Luntmakargatan.
- Akademigränd. Går mellan Fredsgatan och Jakobsgatan.
- Apelbergsgatan (1857). Går från Malmskillnadsgatan till Klara norra kyrkogata.
- Barnhusgatan (1860). Går mellan Norra Bantorget och Drottninggatan.
- Biblioteksgatan (1885). Går från Smålandsgatan via Stureplan till Humlegårdsgatan.
- Birgit Nilssons allé (2007). Går längs Kungsträdgårdens östra sida.
- Blekholmsgatan. Går från Kungsbron till Klarabergsviadukten.
- Brunkebergsgatan (1895). Går från Drottninggatan till Klara östra kyrkogata.
- Brunkebergsterrassen (1969). Går längs Kulturhusets norra sida.
- Brunnsgatan (1857). Går mellan Norrlandsgatan och Malmskillnadsgatan.
- Bryggargatan (1645). Sträcker sig i ost-västriktning från Drottninggatan till Vasagatan.
- Dalagatan (1884). Går från Wallingatan till Hagaesplanaden.
- David Bagares gata (1857). Går mellan Birger Jarlsgatan och Malmskillnadsgatan.
- Döbelnsgatan (1885 Döbelns gata. Går från Malmskillnadsgatan till Frejgatan.
- Fredsgatan (1646). Går från Gustav Adolfs Torg till Tegelbacken.
- Gamla Brogatan (1918). Går från Hötorget till Östra järnvägsgatan.
- Herkulesgatan (1857 Herkulisgatan). Går från Brunkebergstorg till Centralbron.
- Holländargatan (1660 Holländare Gatun). Går från Kungsgatan till Observatorielunden.
- Jakobsbergsgatan (1857). Sträcker sig från Birger Jarlsgatan till Malmskillnadsgatan.
- Jakobsgatan (1885). Går från Västra Trädgårdsgatan till Tegelbacken.
- Johannesgatan (1885). Går från David Bagares gata till Kammakargatan.
- Jussi Björlings allé (1998). Går längs Kungsträdgårdens västra sida.
- Jutas backe (1885). Går mellan Birger Jarlsgatan och Johannesgatan.
- Kammakargatan (1600-talet Kammackare Gathun). Går från Regeringsgatan till Torsgatan.
- Karduansmakargatan. Förbinder Rödbodgatan med Malmtorgsgatan.
- Klara norra kyrkogata (1695 Norre Kyrckio Gatan). Går från Klarabergsgatan till Olof Palmes gata.
- Klara södra kyrkogata (1698 S:te Claræ Södre Kyriogata). Går i en kort sväng från Vattugatan till Klara västra kyrkogatan.
- Klara västra kyrkogata (1670 Santæ Klara wäster kyrke gattun). Går väster om Klara kyrka från Vattugatan till Klarabergsgatan.
- Klara östra kyrkogata (1806 Claræ Östra Kyrko Gata). Går öster om Klara kyrka från Vattugatan till Klarabergsgatan.
- Kungsträdgårdsgatan (1885). Går från Strömgatan till Hamngatan.
- Lantmäteribacken, vid Kungsträdgårdens västra sida.
- Luntmakargatan (1664 Luntemakare gatun). Går från Apelbergsgatan till Odengatan.
- Lästmakargatan (1857), går parallellt med Kungsgatan, mellan Birger Jarlsgatan och Regeringsgatan.
- Malmskillnadsgatan (1885). Går från Brunkebergstorg till Döbelnsgatan.
- Malmtorgsgatan från Gustav Adolfs torg till Brunkebergstorg.
- Målargatan (1857). Går från Gamla Brogatan till Apelbergsgatan.
- Mäster Samuelsgatan (1857). Går från Birger Jarlsgatan till Vasagatan.
- Nils Ericsons plan. Söder om Klarabergsviadukten.
- Norra Smedjegatan (1600-tal riven på 1960-talet). Gick från Jakobsgatan till Hamngatan och motsvarar Gallerians huvudstråk.
- Norrlandsgatan (1648 Norlandz Gathun). Går från Hamngatan till Birger Jarlsgatan.
- Näckströmsgatan. Går från Kungsträdgårdsgatan till Berzelii park.
- Olof Palmes gata (1986). Går från Sveavägen till Norra Bantorget.
- Olofsgatan. Går från Kungsgatan till Adolf Fredriks kyrkogata.
- Oxtorgsgatan (1669 Oxetorgzgatun). Går från Sveavägen till Regeringsgatan.
- Rosenbad. Är gatan som går utanför Rosenbad, mellan Strömgatan och Fredsgatan.
- Rosengatan (1879). Går från Döbelnsgatan till Luntmakargatan.
- Rödbodgatan (1968). Går mellan Rödbotorget och Herkulesgatan.
- Sergelgatan (1885). Går från Sergels torg till Hötorget.
- Sergelgången, sedan 2005 inglasat gångstråk under Hamngatan till NK och Gallerian.
- Slöjdgatan (1885), går från Hötorget till Mäster Samuelsgatan.
- Smålandsgatan (1885). Går från Norrlandsgatan till Nybrogatan.
- Snickarbacken (1921). Går från Birger Jarlsgatan till regeringsgatan.
- Stallgatan (1806). Går från Södra Blasieholmshamnen till Nybrokajen.
- Strömgatan (1663 Ströms gathun). Går från Grand Hôtel förbi  Rosenbad till Fredsgatan.
- Tegnérgatan (1885). Går från Birger Jarlsgatan till Dalagatan.
- Tunnelgatan (1886). Går från Sveavägen till Brunkebergstunneln.
- Tysta Marigången (1970). Går från Tegelbacken till Klara västra kyrkogata.
- Upplandsgatan (1884). Går från Norra Bantorget till Sankt Eriksparken.
- Wahrendorffsgatan. Går från Kungsträdgårdsgatan till Raoul Wallenbergs Park.
- Wallingatan (1885 Vallingatan). Går från Holländargatan till Dalagatan.
- Vattugatan (1926). Går från Brunkebergstorg till Centralbron.
- Västra Järnvägsgatan. Går från Kungsbron till Klarabergsviadukten.
- Västra Trädgårdsgatan (1733). Går från Jacobsgatan till Hamngatan.
- Östra järnvägsgatan, en kort gata som förbinder Norra Bantorget med centralen. Parallellgata till Vasagatan.

## Torg

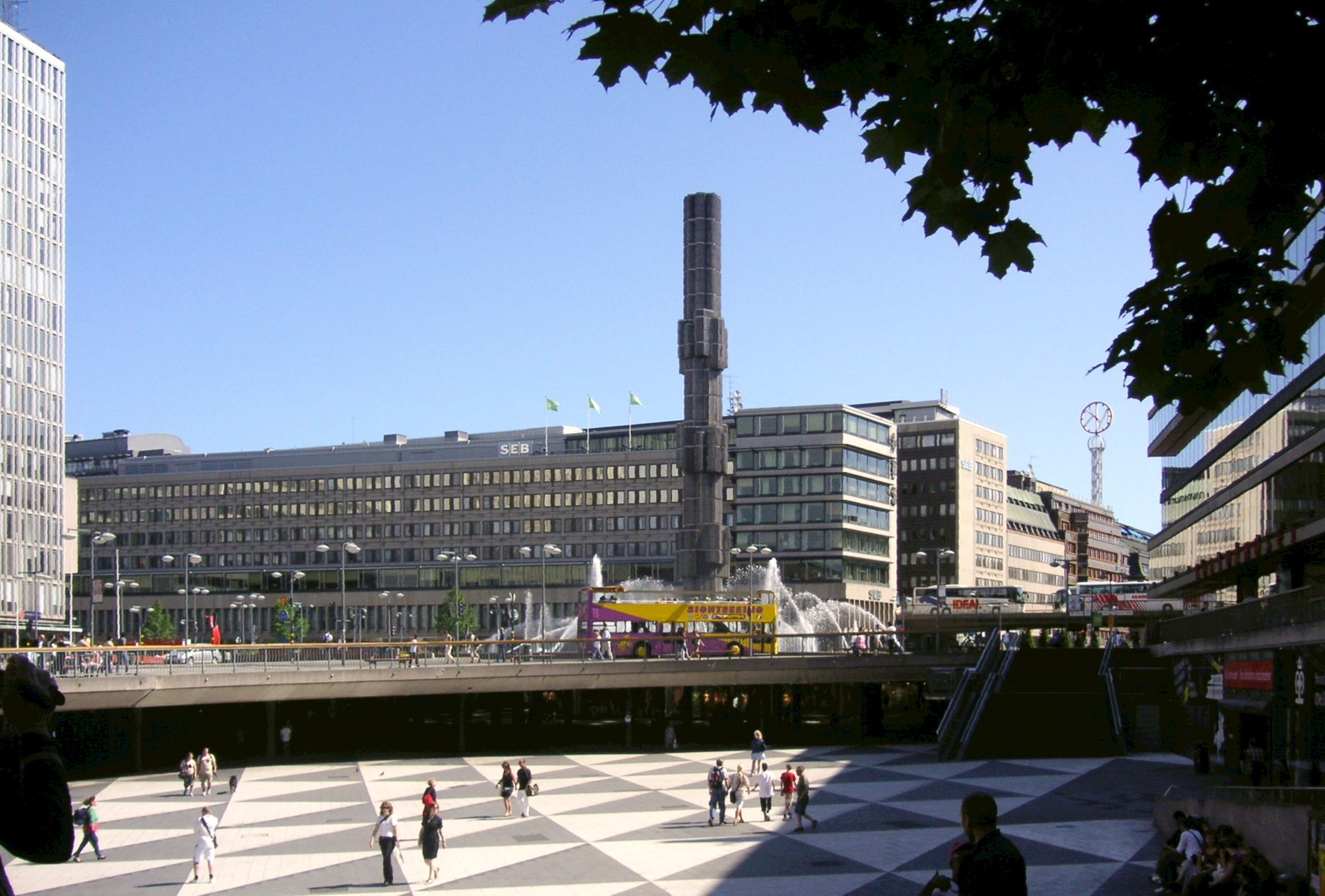
Sergels torg mot öst

- Blasieholmstorg. Ligger på Blasieholmen.
- Benny Fredrikssons torg (tidigare Beridarebansgatan). Ligger mellan Brunkebergstorg och Sergels torg.
- Beridarebanan. Gångpassage mellan Drottninggatan och Benny Fredrikssons torg.
- Blekholmstorget. Ligger jämte Blekholmsgatan.
- Brunkebergstorg. Ligger i södra änden av Malmskillnadsgatan.
- Gustav Adolfs torg (1805).
- Hötorget (1644 Höötorget).
- Jakobs torg. Ligger mellan Gustav Adolfs torg och Karl XII:s torg.
- Johannes plan. Ligger där Malmskillnadsgatan övergår till Döbelnsgatan.
- Karl XII:s torg. Ligger vid södra änden av Kungsträdgården.
- Klara Mälarstrand (1927). Sträcker sig söder om Tegelbacken längs Riddarfjärden.
- Lilla Bantorget. Ligger jämte Torsgatan i närheten av Norra Bantorget.
- Nils Ferlins torg (1982). Ligger mellan Klarabergsgatan 33-35 och Klarabergsgatan 37.
- Norrmalmstorg (1853).
- Nybroplan (1936).
- Oxtorget (numera gata, se Oxtorgsgatan)
- Raoul Wallenbergs torg (2001)
- Rödbotorget (1890-talet), ligger mellan Fredsgatan och Jakobsgatan.
- Sergels torg (1961). Ligger i korsning av Klarabergsgatan, Sveavägen och Hamngatan.
- Stureplan (1885). Ligger i korsning av Kungsgatan, Sturegatan och Birger Jarlsgatan.
- Tegelbacken. Ligger mellan Vasabron, Fredsgatan, Jakobsgatan och Vasagatan
- Vasaplan